# Об'єкт розробки

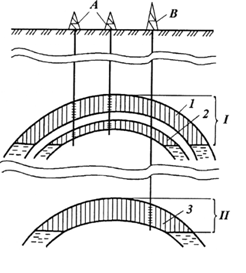
Розріз багатопластового нафтового родовища. 1,2,3 — пласти; I та II — раціональні об'єкти розробки.

Об'єкт розробки (англ. exploitation play (target); нім. Aufbauobjekt n) — один або декілька кондиційних пластів родовища, які виділені виходячи з геолого-технічних умов і економічних міркувань для розробки та експлуатації. 
У нафто- та газовидобуванні — один або декілька продуктивних пластів родовища, які виділені виходячи з геолого-технічних умов і економічних міркувань для розбурювання та експлуатації єдиною системою свердловин. 

## Загальна характеристика
Розрізняють такі види об'єктів розробки:
- Експлуатаційний об'єкт
- Базисний об'єкт розробки
- Елементарний об'єкт розробки.

Крім того, об'єкти розробки іноді поділяють на такі види: самостійний, тобто такий, що розробляється в цей час, і поворотний, тобто такий, що буде розроблятися свердловинами, які нині експлуатують інший об'єкт.

## Виділення об'єктів розробки
Об'єднання в один об'єкт якомога більшого числа пластів, на перший погляд, завжди є вигідним, оскільки при такому об'єднанні буде потрібно менше свердловин для розробки родовища в цілому. Однак надмірне об'єднання пластів в один об'єкт може привести до істотних втрат в нафтовіддачі, і зрештою до погіршення техніко-економічних показників. На виділення об'єктів розробки впливають такі фактори:
1. Геолого-фізичні властивості порід-колекторів нафти й газу. Пласти різко відрізняються за проникністю, загальною та ефективною товщиною, а також неоднорідністю. При цьому пласти в багатьох випадках недоцільно розробляти як один об'єкт, оскільки вони можуть істотно відрізнятися за продуктивністю, пластовим тиском в процесі їх розробки й, отже, за способами експлуатації свердловин, швидкістю вироблення запасів нафти та зміною обводнення продукції. Для різних за площовою неоднорідністю пластів можуть бути ефективними різні сітки свердловин, тому об'єднувати такі пласти в один об'єкт розробки недоцільно. У сильно неоднорідних по вертикалі пластах, що мають окремі низькопроникні пропластки, які не сполучені з високопроникними пропластками, буває важко забезпечити охоплення горизонту впливом по вертикалі внаслідок того, що в активну розробку включаються лише високопроникні пропластки, а низькопроникні прошарки не підпадають під дію закачуваного в пласт агента (води, газу). Тому з метою підвищення охоплення таких пластів розробкою їх намагаються розділити на кілька об'єктів.
2. Фізико-хімічні властивості нафти та газу. Важливе значення при виділенні об'єктів розробки мають властивості нафт. Пласти з суттєво різною в'язкістю нафти буває недоцільно об'єднувати в один об'єкт, так як їх можна розробляти із застосуванням різної технології видобування нафти з надр з різними схемами розташування і щільністю сітки свердловин. Різко різний вміст парафіну, сірководню, цінних вуглеводневих компонентів, промисловий вміст інших корисних копалин також може стати причиною неможливості спільної розробки пластів як одного об'єкта внаслідок необхідності використання суттєво різної технології видобування нафти та інших корисних копалин з пластів.
3. Фазовий стан вуглеводнів і режим пластів. Різні пласти, що залягають порівняно недалеко один від одного по вертикалі і які мають схожі геолого-фізичні властивості, іноді буває недоцільно об'єднувати в один об'єкт унаслідок різного фазового стану пластових вуглеводнів і режиму пластів. Так, якщо в одному пласті є значна газова шапка, а інший розробляється при природному пружноводонапірному режимі, то об'єднання їх в один об'єкт може виявитися недоцільним, так як для їх розробки будуть потрібні різні схеми розташування і числа свердловин, а також різна технологія видобування нафти та газу.
4. Умови управління процесом розробки нафтових родовищ. Чим більше пластів і пропластків включено в один об'єкт, тим технічно і технологічно важче здійснювати контроль за переміщенням розділів нафти та витісняючого її агента (водонафтових і газонафтових розділів) в окремих пластах і пропластках, важче здійснювати роздільний вплив на пропластки й витягування з них нафти та газу, важче змінювати швидкості вироблення пластів і пропластків. Погіршення умов управління розробкою родовища веде до зменшення нафтовіддачі.
5. Техніка і технологія експлуатації свердловин. Можуть бути численні технічні та технологічні причини, що приводять до доцільності або недоцільності застосування окремих варіантів виділення об'єктів. Наприклад, якщо зі свердловин, які експлуатують якийсь пласт або групи пластів, виділених в об'єкти розробки, передбачається відбирати настільки значні дебіти рідини, що вони будуть граничними для сучасних засобів експлуатації свердловин. Тому подальше укрупнення об'єктів виявиться неможливим з технічних причин.

Вплив кожного з перерахованих факторів на вибір об'єктів розробки повинен бути спочатку підданий технологічному і техніко-економічному аналізу, і лише після нього можна приймати рішення про виділення об'єктів розробки.